# 竺雲等連
竺雲等連（じくうんとうれん、永徳3年/弘和3年（1383年） - 文明3年1月7日（1471年1月27日））は、室町時代中期の臨済宗の仏教僧。俗姓は井伊氏。諱は等連。字は竺雲。号は自彊、小朶子、重艮叟。遠江国の出身。
京都天龍寺の大岳周崇に師事して修学し、その法を継いだ。応永年間（1394年 - 1427年）に中国の明に渡った。帰国した後、京都相国寺を経て、1444年（文安元年）南禅寺の住持となり、1455年（康正元年）には相国寺の鹿苑院に住して僧録司に任じられた。その後は嵯峨の天龍寺性智院に隠退している。
漢書の訓点に秀で、特に易学の研究に優れ、その後の五山における史書研究の基礎を築いた。
瑞渓周鳳の日記『臥雲日件録抜尤』によると、享徳4年（1455年）正月6日に来訪した竺雲等連は当時の政局に話が及び、権勢を振るっていた御今（今参局）、有馬（有馬元家か）、烏丸（烏丸資任）を世間では「三魔」と呼び、落書が貼られていると語った。